# Honeysuckle Weeks
Honeysuckle Susan Weeks, född den 1 augusti 1979 i Cardiff, är en brittisk skådespelare.
Hon har en yngre syster, Perdita, och en bror, Rollo, båda skådespelare.
Weeks inledde skådespelarkarriären med en huvudroll i TV-serien Goggle Eyes och har sedan dess medverkat i en rad olika TV-produktioner, främst i deckarserien Foyle's War men även haft roller i Morden i Midsomer och Poirot.

## Filmografi (urval)
- 1994 – Mörkerseende (TV-serie)
- 1997 – Millie (TV-serie)
- 1998 – Familjeband (TV-serie)
- 1999 – Morden i Midsomer (TV-serie)
- 2002–2015 – Foyle's War (TV-serie)